# Функция Стюарта
Фу́нкция Стю́арта — одна из разновидностей функции кислотности, которая была введена в 1960-х годах в работах Р. Стюарта с сотрудниками.
В качестве индикаторного ряда используется тот же самый рад анилинов, что и в случае функции Гаммета Н0, дополненный аналогичными фенолами. Принципиальная разница состоит в том, что Гаммет анализировал своим рядом кислотные среды, при этом молекула анилина протонировалась средой, Стюарт же исследовал основные среды, в которых происходит депротонирование анилина. Сначала Стюартом был взят ряд гамметовских нитроанилинов, но впоследствии ряд был расширен за счёт хлор- и других производных анилинов.
Такая методика позволяет определять кислотность среды от pH = 12 до pH = 29 (соответствует полному диапазону применимости стеклянного электрода в диметилсульфоксиде).
Существует также ещё ряд способов определения Н−-параметра, построенных на том же принципе депротонирования, в частности, даже для сильнокислотных сред.
Следует отметить, что несмотря на то, что анализируемые среды сильноосновны, функция Стюарта не перестаёт быть функцией кислотности, то есть она эквивалентна определению рН-параметра.